# Законодательное собрание Пуэрто-Рико
Законодательное собрание Пуэрто-Рико (англ. Legislative Assembly of Puerto Rico, исп. Asamblea Legislativa de Puerto Rico) — парламент Пуэрто-Рико. Состоит из двух палат: Сената из 27 членов и Палаты представителей из 51 члена. Статус Законодательного собрания Пуэрто-Рико соответствует статусу законодательного собрания штата США.

## Полномочия
Законодательное собрание Пуэрто-Рико представляет законодательную власть острова. Полномочия и обязанности Законодательного собрания оговорены в статье III Конституции Пуэрто-Рико. Каждая из палат парламента имеет свои уникальные полномочия, которые не имеет другая. В полномочия Палаты представителей входит принятие новых законов и налогов, организация импичмента губернатора двумя третями голосов депутатов и назначение членов правительства и Государственного секретаря Пуэрто-Рико, а в полномочия Сената – одобрение актов и законопроектов, принятых Палатой представителей. Члены обеих палат Законодательного собрания имеют парламентский иммунитет и не несут ответственности за сказанное ими в течение парламентских заседаний.

## Требования к кандидатам
Кандидатами в члены Сената или Палаты представителей могут стать граждане Пуэрто-Рико (одновременно являющиеся гражданами США; см. Политический статус Пуэрто-Рико), достигшие возраста 30 лет (для кандидатов в Сенат) и 25 лет (для кандидатов в Палату представителей), свободно владеющие английским или испанским языками и проживающие на территории Пуэрто-Рико не менее двух лет непосредственно перед днём выборов. Кандидаты, баллотирующиеся от многомандатных избирательных округов должны проживать на территории своего округа не менее года непосредственно перед днём выборов.

## Выборы

### Выборы в Сенат

Схема выборов в Сенат Пуэрто-Рико

Выборы в Сенат Пуэрто-Рико проходят каждые четыре года в первый вторник ноября, параллельно с выборами депутатов Палаты представителей, Губернатора, членов муниципальных советов и неголосующего члена Палаты представителей США от Пуэрто-Рико. В високосные годы эти выборы совпадают с выборами Президента США.
Активным избирательным правом обладают граждане Пуэрто-Рико (одновременно являющиеся гражданами США), достигшие возраста 18 лет непосредственно в день выборов.
Избирательные бюллетени печатаются на английском и испанском языках, вне зависимости, является английский язык официальным в округе или нет.
Территория Пуэрто-Рико разделена на 8  многомандатных округов от которых избираются 16 сенаторов путём множественного блочного голосования. 11 оставшихся членов избираются от единого избирательного округа (см. en:At-large) по системе единого непереходного голоса.
Сенаторы избранные от многомандатных округов представляют интересы исключительно граждан своего округа, в то время как сенаторы, избранные от единого избирательного округа представляют интересы всех граждан Пуэрто-Рико вместе взятых.
Сенаторы избранные от многомандатных округов и сенаторы, избранные от единого избирательного округа традиционно работают отдельно, но по закону не обязаны так делать.

### Выборы в Палату представителей

Схема выборов в Палату представителей Пуэрто-Рико

Выборы в Палату представителей Пуэрто-Рико проходят каждые четыре года в первый вторник ноября, параллельно с выборами членов Сената, Губернатора, членов муниципальных советов и неголосующего члена Палаты представителей США от Пуэрто-Рико.
Право голоса имеют граждане Пуэрто-Рико (одновременно являющиеся гражданами США), достигшие возраста 18 лет непосредственно в день выборов.
Избирательные бюллетени печатаются на английском и испанском языках, вне зависимости, является английский язык официальным в округе или нет.
40 депутатов Палаты представителей избираются от 40 одномандатных округов по системе относительного большинства с одним победителем и представляют интересы граждан исключительно своего округа, 11 депутатов избираются от единого избирательного округа (см. en:At-large) по системе единого непереходного голоса.

## Зарплаты
Члены Сената Пуэрто-Рико получают зарплату в размере $73,775 ежегодно. Президент сената получает $110,663, в то время как Вице-президент, Лидер большинства, Лидер меньшинства и главы комиссий зарабатывают по $84,841 ежегодно. Сенаторам, как и другим госслужащим в Пуэрто-Рико также предоставляются различные льготы, как например бесплатный проезд в общественном транспорте.
Депутаты Палаты представителей получают аналогичную по сравнению с членами Сената зарплату – $73,775 ежегодно.
Членам обеих палат Законодательного собрания разрешено получать доход за счёт ведения иной деятельности, за исключением бизнеса.